# XXXV
XXXV è un album dei Fairport Convention, pubblicato nel 2002.

## Tracce
1. Madeleine – 4:27
2. My Love Is in America – 4:46
3. The Happy Man – 2:51
4. Portmeirion – 6:01
5. The Crowd – 6:13
6. The Banks of Sweet Primroses – 4:32
7. The Deserter – 6:59
8. The Light of Day – 6:15
9. I Wandered by a Brookside – 4:56
10. Neil Gow's Apprentice – 4:46
11. Everything but the Skirl – 4:09
12. Talking About My Love – 2:43
13. Now Be Thankful – 3:49
14. The Crowd Revisited – 2:37
15. The Widow of Westmorland's Daughter – 4:44
16. Rosie – 4:28